# Philodromus hadzii
Philodromus hadzii este o specie de păianjeni din genul Philodromus, familia Philodromidae, descrisă de Silhavy, 1944.
Este endemică în Macedonia. Conform Catalogue of Life specia Philodromus hadzii nu are subspecii cunoscute.